# 新发布依族乡
新发布依族乡是中华人民共和国贵州省毕节市威宁彝族回族苗族自治县下辖的一个民族乡。

## 行政区划
新发布依族乡下辖以下村级行政区划单位：
联合村、海子村、开坝村、红旗村、开兴村、三合村、铜厂村、箐脚村、田边村、峨嘎村、响水村、得多村、阿嘎村、出水村、中寨村、先锋村、红岩村、纸厂村、曹家沟村、乐居村、水塘村、华沙村、桂坪村、宝塔村、红丰村、新民村、花园村、松发村、中心村、民族村和龙滩村。